# Mario Zoryez
Mario Zoryez (9 settembre 1950) è un ex calciatore uruguaiano, di ruolo difensore o centrocampista.

## Carriera

### Nazionale
Ha complessivamente collezionato 17 presenze con la maglia della Nazionale.